# Edward Burnett Tylor
Edward Burnett Tylor (Londres, Inglaterra; 2 de octubre de 1832 – Somerset, 2 de enero de 1917) fue un pionero en la antropología que en 1871 definió el concepto de cultura como «el conjunto complejo que incluye conocimiento, creencias, arte, moral, ley, costumbre, y otras capacidades y hábitos adquiridos por el hombre como miembros de una sociedad». En su matriz de pensamiento, sin embargo, toda la humanidad tenía una misma cultura, y había avanzado por estadios de ese mismo desarrollo. La Humanidad, para la Antropología evolucionista (escuela a la que pertenecía), tenía una "Unidad psicobiológica". De ahí que Tylor combatirá la idea de "razas", y hablará de una misma humanidad con distintos pueblos que están en un grado distinto de desarrollo, pero del mismo desarrollo. Sin embargo, su aporte a la idea de cultura nos alcanza hasta hoy, aunque no sin críticas.

## Biografía
Fue hijo de Joseph Tylor y Harriet Skipper, cuáqueros acomodados. Alfred Tylor, geólogo, era su medio hermano.
Sus padres fueron miembros de la Society of Friends, en una de cuyas escuelas, localizada en Grove House, Tottenham, fue educado Edward B. Tylor. En 1848 ingresó en la firma de negocios de su padre, la compañía J. Tylor & Sons, fundidores de bronce, de Londres. Sin embargo, cuando tenía 20 años abandonó el negocio familiar por motivos de salud. Entre 1855 y 1856 viajó a los Estados Unidos. En 1856 se dirigió a Cuba, donde conoció a Henry Christy, un etnólogo, en cuya compañía visitó México. La cercanía de Christy estimuló la vocación antropológica de Tylor, y su visita a México, con su rica herencia arqueológica, le orientó a seguir un estudio científico sistemático.
En 1858 Tylor desposó a Anna Fox.
En una visita a Cannes, Francia, escribió un registro de sus observaciones en México, titulado Anahuac; or, Mexico and the Mexicans, Ancient and Modern, publicado en lengua inglesa en 1861. En 1865 apareció Researches into the Early History of Mankind, base de la reputación de Tylor como gran etnólogo de su tiempo. Este libro fue seguido por el muy elaborado Primitive Culture: Researches into the Development of Mythology, Philosophy, Religion, Language, Art and Custom, publicado en el año 1871. En esta obra aparece por primera vez el concepto del animismo (engloba diversas creencias en las que tanto objetos como cualquier elemento del mundo natural están dotados de alma o consciencia propia). Diez años más tarde, en 1881, Tylor publicó un pequeño y muy popular manual de antropología.
En 1871 fue elegido Fellow de la Royal Society de Gran Bretaña, y en 1875 recibió un doctorado honorífico en leyes por la Universidad de Oxford. Fue nombrado director del Museo de la Universidad de Oxford en 1883. En 1896 Tylor fue el primer titular de una cátedra de antropología, cargo que desempeñó en la Universidad de Oxford hasta 1909.
En 1870, Tylor aportó un punto de vista lingüístico del lenguaje de señas que chocó con el prejuicio general que de forma tan dramática se mostró en la prohibición pedagógica de las lenguas de signos en el Congreso de Milán de 1880. Se oponía así a la idea general que consideraba que la lengua de signos no es más que una especie de mímica, o un lenguaje pictográfico, idea que ha perdurado hasta hace cuarenta años[cita requerida].

## Obras
- Tylor, Edward Burnett (1861) Anahuac or Mexico and the Mexicans, Ancient and Modern.
- Tylor, Edward Burnett (1865) Researches into the Early History of Mankind. Varias ediciones como Tylor, E. B. (1978) Researches Into the Early History of Mankind and the Development of Civilization. Holt, 1878 - 388 páginas.
- Tylor, Edward Burnett (1871) Primitive Culture: Researches into the Development of Mythology, Philosophy, Religion, Language, Art and Custom.  Publicado en español como  Tylor, E. B. Cultura primitiva: Los orígenes de la cultura. Ayuso, 1976, 387 páginas, 2 volúmenes.
- Tylor, Edward Burnett (1881) Anthropology.  Publicado en España como Tylor, E. B. Antropología: introducción al estudio del hombre y de la civilización. El Progreso editorial, Madrid, 1888 - 529 páginas.
- Tylor, Edward Burnett (1888) Notes on Powhatan's Mantle Preserved in the Ashmolean Museum, Oxford. 3 páginas.